# Euodynerus reflexus
Euodynerus reflexus är en stekelart som först beskrevs av Gaspard Auguste Brullé 1840.  Euodynerus reflexus ingår i släktet kamgetingar, och familjen Eumenidae. Inga underarter finns listade i Catalogue of Life.